# 特里約河
特里約河（法語：Trieux，法語發音：[tʁijø]）是法國的河流，河道全長72.1公里，發源自凯尔佩尔，流經甘岡和蓬特里约，最終在莱扎德里约附近注入英吉利海峡。

## 外部連結
- http://www.geoportail.fr （页面存档备份，存于）
- Sandre数据库中的特里約河